# BYC (지역)
BYC는 대한민국의 경상북도 봉화군, 영양군, 청송군을 합쳐 가리키는 두문자어이다.

## 개요
BYC는 대한민국 경상북도 북동부의 군 봉화군, 영양군, 청송군의 첫 번째 글자를 딴 두문자어이며, 무진장과 더불어 대한민국 최대 낙후지역으로 손꼽힌다.

## 봉화군
BYC 중 인구가 가장 많고 도시의 생활권에 속한다. 영주시와 접해 있고, 시내와 봉화읍내는 접해 있어서 시내버스가 수시로 다니는 편이다. 면적도 가장 크며, BYC 중 유일하게 봉화역으로 영동선 철도가 다닌다.

## 영양군
BYC 중 인구가 가장 적고 교통도 열악한 군. 고속도로가 없고, 철도조차 없다. 물론 청송군도 없긴 하지만 고속도로가 지나간다. 인근 도시는 안동시지만, 시내와 멀다. 그래도 윗 동네의 태백시와 포항시보다는 가깝다.

## 청송군
BYC에서 유일하게 고속도로가 다니는 군이며, 철도는 없다. 그러나 인근 대도시가 3개나 있다!
무진장과 비교될 게 많은데, 일단 교통이 열악하다. 무진장은 고속도로가 잘 뚫려있지만, BYC는 청송군을 제외하면 전부 고속도로가 없다.